# 圣安德肋宗徒堂 (萨莱诺)
40°40′48″N 14°45′26″E / 40.67999°N 14.75735°E

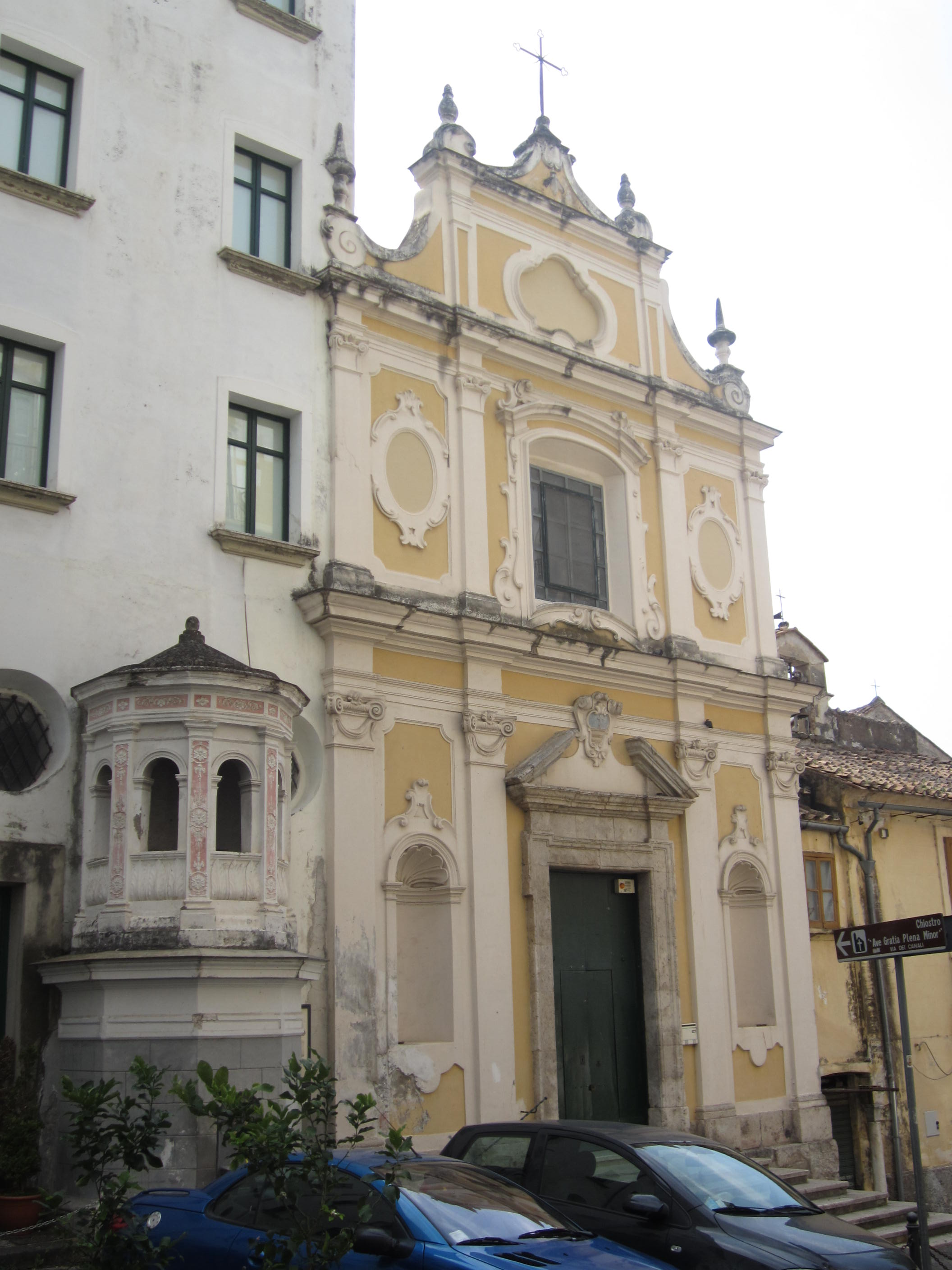

圣安德肋宗徒堂（Chiesa di Sant'Andrea Apostolo），又名dell'Annunziatella，是一座罗马天主教教堂，位于意大利南部坎帕尼亚大区城市萨莱诺古老的伦巴第区的渠道街（via Canali）。

## 历史
该堂建于1758年。赭黄色立面上装饰着白色的图案。内部装饰为巴洛克风格，包括十八世纪的绘画《圣多明我和圣方济各》等。彩瓷大理石祭台制作于1767-1772年。
该堂附设音乐学校和青年宿舍，院内有艺术喷泉和“加泰罗尼亚”凉廊。
在1943年9月盟军登陆的战斗中，该堂遭受严重破坏。1994年修复后重新祝圣。